# Hugo Cunha
Hugo Cunha (Barreiro, 18 febbraio 1977 – 25 giugno 2005) è stato un calciatore portoghese, di ruolo centrocampista.

## Biografia
Nato a Barreiro, Portogallo, divenne calciatore.
Hugo Cunha morì a causa di un collasso il 25 giugno del 2005, durante una partita a calcio con i suoi amici.

## Carriera
Cunha si formò calcisticamente nel Barreirense, società in cui esordì in prima squadra nel 1997. Nel 1999 passa al Campomaiorense, ove resta una sola stagione, per poi passare al Vitória Guimarães.
Con il sodalizio di Guimarães gioca sino al 2004, quando viene ingaggiato all'União Leiria, ove militerà sino alla morte, sopraggiunta al 2005.